# Szabó Luca
Szabó Luca (Budapest, 1990. február 11. –) magyar szinkronszínész, programozó, festő, designer, grafikus. Gyerekkora óta szinkronizál. Leghíresebb szinkronszerepe Hermione Granger (Emma Watson) a Harry Potter filmekben.

## Szinkronszerepei

### Filmek
| Cím                                 | Szereplő                     | Színész                     |
| ----------------------------------- | ---------------------------- | --------------------------- |
| Macskaszem                          | Amanda                       | Drew Barrymore              |
| Holtidő                             | Lynn Watson                  | Courtney Chase              |
| Szóbeszéd                           | Caroline Bichon              | Haley Aull                  |
| A nyomorultak                       | Cosette 8 évesen             | Mimi Newman                 |
| Harry Potter és a bölcsek köve      | Hermione Granger             | Emma Watson                 |
| Más világ                           | Anne                         | Alakina Mann                |
| Bazi nagy görög lagzi               | Toula - 12 évesen            | Marita Zouravlioff          |
| Harry Potter és a Titkok Kamrája    | Hermione Granger             | Emma Watson                 |
| Harry Potter és az azkabani fogoly  | Hermione Granger             | Emma Watson                 |
| Harry Potter és a Tűz Serlege       | Hermione Granger             | Emma Watson                 |
| Harry Potter és a Főnix Rendje      | Hermione Granger             | Emma Watson                 |
| Az igenember                        | Hermione Granger             | Emma Watson                 |
| Harry Potter és a Félvér Herceg     | Hermione Granger             | Emma Watson                 |
| Harry Potter és a Halál ereklyéi 1. | Hermione Granger Ál-Hermione | Emma Watson Sophie Thompson |
| Harry Potter és a Halál ereklyéi 2. | Hermione Granger             | Emma Watson                 |
| Egy különc srác feljegyzései        | Sam                          | Emma Watson                 |
| Itt a vége                          | Emma Watson                  | Emma Watson                 |
| Gyermekek a sötétből                | Catalina                     | Vanesa Tamayo               |

### Sorozatok
| Cím                 | Szereplő                                       | Színész                       |
| ------------------- | ---------------------------------------------- | ----------------------------- |
| Ginny és Georgia    | Silver                                         | Katelyn Wells                 |
| A farm, ahol élünk  | Carrie Ingalls                                 | Lindsay és Sidney Greenbush   |
| A kis gézengúz      | Morgan Matthews                                | Lily Nicksay Lindsay Ridgeway |
| Bír-lak             | Michelle Tanner                                | Mary-Kate és Ashley Olsen     |
| Szerelem ajándékba  | Ximena Olavarrieta                             | Daniela Cordero               |
| Makoi hableányok    | Mimmi                                          | Allie Bertram                 |
| WataMote            | Imae Megumi, Ómacu                             |                               |
| Julie és a fantomok | Julie                                          | Madison Reyes                 |
| Ne hagyj el!        | Paulina Murat Urrutia / Valentina Olmedo Murat | Camila Sodi                   |
| 13 okom volt        | Jessica Davis                                  | Alisha Boe                    |
| Victoria            | Adriana Sánchez                                | Gaby Mellado                  |
| Testvérek           | Eylül Lize Kandemir                            | Yasmin Yılmaz                 |

### Rajzfilmek
| Cím                                               | Szereplő                           | Színész           |
| ------------------------------------------------- | ---------------------------------- | ----------------- |
| Sailor Moon R: A rózsa ígérete                    | Bunny /Tsuskino Usagi / Holdtündér | Kotono Mitsuishi  |
| A bűvös kard – Camelot nyomában                   | Kayley fiatalon                    | Sarah Freeman     |
| Egy bogár élete                                   | Pötty                              | Hayden Panettiere |
| A szépség és a szörnyeteg 3. – Belle bűvös világa | Chip                               | Gregory Grudt     |
| Barbie: Csillagok között                          | Sal-Lee                            | Kimberly Woods    |
| Krétazóna                                         | DJ Cookie                          | Kimberly Brooks   |